# Hans Burla
Hans Burla (* 8. April 1920 in Zürich; † 24. Februar 2010 ebenda) war ein Schweizer Zoologe. Seine Forschungsschwerpunkte waren die spezielle und systematische Zoologie, insbesondere die Systematik der Taufliegen (Drosophilidae).

## Leben
1943 begann Burla ein Zoologiestudium an der Universität Zürich, wo er 1951 mit einer Dissertation über die Systematik, Verbreitung und Ökologie der Drosophila-Arten der Schweiz zum Doktor promoviert wurde. Während seiner Studienzeit reiste er mit einem Stipendium nach São Paulo, wo er für ein Jahr in der Gruppe des Populationsgenetikers Theodosius Dobzhansky forschte. Nach dem Studium folgten Forschungsaufenthalte in der Elfenbeinküste und erneut bei Dobzhansky in Brasilien. Ein Professurangebot aus Manaus schlug Burla aus, stattdessen konzentrierte er sich auf eine Karriere in Zürich. 1956 wurde er mit der Schrift Die Drosophilidengattung Zygothrica und ihre Beziehung zur Drosophilauntergattung Hirtodrosophila, mit Beschreibung von 45 neuen Arten habilitiert und Oberassistent an der Universität Zürich. 1959 wurde er als Nachfolger des emeritierten Professors Hans Steiner außerordentlicher Professor am Lehrstuhl für Systematische Zoologie. Gleichzeitig wurde das Zoologische Museum zum neuen Fakultätsinstitut für Systematische Zoologie und Ökologie ausgebaut, wo Burla die Direktion übernahm. 1967 wurde er zum ordentlichen Professor ernannt. In der Folgezeit erweiterte Burla seine Forschungsinteressen. Er engagierte sich mit einer Forschungsgruppe in der Zürichsee-Forschung und richtete eine limnologische Station in Kilchberg sowie eine Meeresstation in Sardinien ein. 1985 zog sich Burla wegen einer Krebserkrankung ins Privatleben zurück.
Burla verfasste über 100 Publikationen, darunter 60 über die Evolution, Systematik und Populationsgenetik der Familie Drosophilidae. Mehrere Taufliegen-Arten wurden von ihm erstmals wissenschaftlich beschrieben, darunter Drosophila alpina und Drosophila helvetica im Jahr 1948.

## Dedikationsnamen
1974 wurde die Taufliegen-Art Drosophila burlai von der Elfenbeinküste zu Ehren von Hans Burla benannt.

## Schriften (Auswahl)
- Hans Burla: Systematik, Verbreitung und Oekologie der Drosophila-arten der Schweiz, 1951
- Hans Burla: Zur Kenntnis der Drosophiliden der Elfenbeinküste Französisch West-Afrika, 1954
- Hans Burla: Die Drosophilidengattung Zygothrica und ihre Beziehung zur Drosophila-Untergattung Hirtodrosophila: mit Beschreibung von 45 neuen Arten, 1956
- Hans Burla: Darwin und sein Werk. Neujahrsblatt der Naturforschenden Gesellschaft in Zürich 1959, Fretz, Zürich, 1959
- Hans Burla: Vererbung, Knaur, 1962
- Warja Honegger-Lavater, Marco Schnitter, Hans Burla: Genetics: Heredity, Environment and Personality, Dell Publishing, 1962
- Walter Leuthold, Hans Burla: Variations in Territorial Behavior of Uganda Kob: Adenota Kob Thomasi (Neumann 1896), 1966
- Hans Burla, Gerhard Bächli: Diptera Drosophilidae. Insecta Helvetica 7. Schweizerische entomologische Gesellschaft, ETH -Zentrum, Zürich, 1985